# La mano nuda di Dio
La mano nuda di Dio: Uno studio preliminare sui miracoli (Miracles: A Preliminary Study), successivamente ritradotto in italiano anche come Miracoli: Uno studio preliminare, è un saggio di C.S. Lewis pubblicato nel 1947 e riedito con qualche modifica nel 1960.
Lewis difende la possibilità dell'esistenza dei miracoli sostenendo l'idea che esiste qualcosa di altro dalla natura (come insieme di tutto l'universo materiale) e che questo essere creatore può intervenire sulla natura per modificarne il corso.
Il libro contiene il famoso "argomento a partire dalla ragione" che fu oggetto di una discussione presso il Club Socratico di Oxford tra Lewis e Elizabeth Anscombe.

## Contenuti del libro
Dopo aver affrontato estesamente il problema astratto della compatibilità tra i miracoli e l'esistenza di una legge naturale, Lewis discute i principali miracoli del Nuovo Testamento tenendo sempre in evidenza il miracolo dell'incarnazione che gioca il ruolo centrale.
Il libro non è un saggio apologetico in senso classico e non mira a dimostrare la plausibilità storica dei singoli miracoli. Si tratta invece di uno studio preliminare che affronta la questione di fondo se il miracolo sia o meno possibile, individuando nel naturalismo la visione filosofica moderna che sostiene che i miracoli non possono verificarsi, perché la natura materiale è l'unica realtà esistente ed è governata da leggi deterministiche. Lewis discute quindi i fondamenti del naturalismo e del materialismo per cercare di dimostrare che vi sono delle contraddizione logiche insanabili nei suoi fondamenti. Non vuole dimostrare l'esistenza di un essere trascendente creatore della natura, ma soltanto la necessità che oltre alla natura fisico/materiale vi sia qualcosa di altro.

## L'argomento "a partire dalla ragione"
Filosofi e scienziati tra cui Victor Reppert, William Hasker, and Alvin Plantinga hanno sviluppato l'argomento “a partire dalla ragione” dando credito a Lewis di essere stato il primo a proporlo nella forma inclusa nel libro Miracoli.
L'argomento “a partire dalla ragione” sostiene che se - come pretende il naturalismo materialista - tutti i nostri pensieri sono solo l'effetto di cause fisico/materiali, allora non c'è alcun motivo di ritenere che questi stessi pensieri abbiano un fondamento razionale. La conoscenza, tuttavia, si forma ragionando, cioè sviluppando conseguenze logiche a partire da certi fondamenti. Ma se il naturalismo materialista fosse vero, allora non ci sarebbe modo di dimostrare la sua stessa verità, né niente altro che non sia il diretto risultato di una causa fisica diretta. 
Lewis in un passo di Miracoli spiega la sua posizione facendo un'analogia con la percezione sensoriale: ”Il carattere certo della conoscenza, deve essere determinato dalla verità che conosce. Se fosse totalmente spiegabile con altre fonti, cesserebbe di essere conoscenza, proprio come (per usare il parallelismo sensoriale) il suono delle mie orecchie cesserebbe di essere “udito” se potesse essere completamente spiegato con delle cause diverse da un rumore proveniente dal mondo esterno – come, per esempio, se fosse il ronzio prodotto da un forte raffreddore.”

## La revisione dopo la discussione con Elizabeth Anscombe
La prima versione di Miracoli conteneva una diversa versione del capitolo 3 intitolata “L'auto-contradditorietà del naturalismo”. In essa Lewis sviluppava lo stesso argomento definendo i movimenti degli atomi nel cervello come “irrazionali”. In un dibattito tenuto al Club Socratico di Oxoford, Elizabeth Anscombe, la principale allieva di Wittgenstein, portò delle critiche all'argomentazione e questo spinse Lewis a riscrivere il capitolo per presentare una spiegazione più dettagliata dell'argomento e distinguere tra “non razionale” e “irrazionale”.

## Edizioni
- C. S. Lewis, La mano nuda di Dio: Uno studio preliminare sui miracoli, GBU, 1987.
- C. S. Lewis, Miracoli: Uno studio preliminare, Lindau, 2010, ISBN 978-88-7180-867-3.